# مغی‌دره
مغوادزور (ارمنی: Մեղվաճոր یا مغی‌دره ترکی آذربایجانی: Mığıdərə) یک منطقهٔ مسکونی در جمهوری آرتساخ است که در استان کاشاتاق واقع شده‌است.